# N-フェニルビス(トリフルオロメタンスルホンイミド)
N-フェニルビス(トリフルオロメタンスルホンイミド)（英語: N-Phenylbis (trifluoro methane sulfon imide)）は、化学式が C6H5N(SO2CF3)2 で表される有機化合物である。白色の固体。トリフリル基 (SO2CF3) を導入するのに使用される。挙動はトリフルオロメタンスルホン酸無水物に似るが、より穏やかである。